# أصول تسميات اليونان
تختلف أسماءُ اليونانِ، أي أسماءُ العَلَم التي تشير إلى اليونان، في مختلف اللغات، كما هو الحال في أسماء اليونانيين نفسهم. أقدم اسم للدولة وأحدثها في لغتهم هو "Ελλάς" (نقحرة: إِلَس؛ وفي اليونانية القديمة: هِلَّس) أو "Ελλάδα" (نقحرة: إِلَاذَا؛ وفي اليونانية القديمة: هِلَّادَا)، كما أن اسمَها الرسميَّ هو "الجُمهُورِيَّة الهِيلِينِيَّة" (باليونانية: Ελληνική Δημοκρατία؛ نقحرة: إِلِنِكِي ذِمُكْرَتِيَا).
في اللغة العربية، يُطلق عليها مسمى "اليُونَان"، والذي يعود أصلُه إلى "Ἰωνία" (نقحرة: إِؤُونِيَا؛ وتعني "إيونية") اليوناني القديم، حيث دخل إلى العربية عبر "یونان" الفارسية.

## هِلَّس
الحضارة وأراضيها وشعبها المتعلق بها التي تنعتها اللغة العربية "الْيُونَان"، لم تتسمَّ هي بذلك قط، بل فضَّلوا أن يُطلقوا على أنفسِهم اسم "Ἕλλην" (نقحرة: هِلِّين؛ حرفيًّا: يونانيّ)، ناسبين أنفسهم إلى أرضهم "Ἑλλάς" (نقحرة: هِلَّس).

## إيونية
إن إيونية منطقة قديمة تقع اليوم في غرب ساحل الأناضول، في تركيا. وكانت قديمًا جزءًا من اليونان. كان سكان إيونية أقرب اليونانيين إلى آسيا، وأكثرهم تخالطًا معهم؛ فسُمِّيَ اليونانيين على اسمهم في العديد من لغات آسيا، ومنها العربية.
الاسم الفارسي "یونان"، والذي أُخد من "𐎹𐎢𐎴" (يَاوْنَا) الفارسية القديمة عبر الإمبراطورية الأخمينية (550—333 ق.م.). في البداية، لم يُشِرِ الْمصطلح الفارسي القديم إلا لشعب إيونية في الأناضول، إلى أن بات يشيرُ إلى اليونان بأسرها. اليوم، توجد العديد من الأسماء في مختلف اللغات، التي يعود أصلها إلى المصطلح الفارسي، ومنها "الْيُونَان" العربية، و"यूनान" (نقحرة: يُونَان) الهندية، و"יָוָן" (نقحرة: يَاوَان) العبرية التوراتية، و"Yunanistan" (نقحرة: يُونَانِسْتَان) التركية، وغيرها.

## الإغريق
يشتَقُّ اسمُ اليونان الأكثر انتشارًا عبر اللغات الأوروبية من المصطلح اليوناني القديم "Γραικός" (نقحرة: گْرَايْكُس)، والذي أشار في الأصل إلى قبيلة هيلينية تاريخية. تلقفت اللغة اللاتينية هذا المصطلح، وكُتب فيها "Graecia" (نقحرة: گْرَايْكِيَا)؛ فأصبح يشير إلى كافة اليونان. ليس من المعروف سبب اتخاذِ الرومان لهذا الاسم بدلًا من "هِلَّس" الذي سمُّوا اليونانيون به أنفسهم.
كان هذا الاسم أصل العديد من مسميات اليونان في اللغات الأوروبية، ومنها "Greece" (نقحرة: گْرِيس) الإنجليزية، و"Grèce" (نقحرة: گْغِس) الفرنسية، و"Grecia" (نقحرة: گْرِثْيَا) الإسبانية، وغيرهم. ودخلت حتى إلى العربية عن طريق المسمى البديل لليونان، "إِغْرِيقِيا" أو "الْإِغْرِيقِيا". ولا تزال تشيع هذه التسمية في بعض الأسامي والصفات المشيرة إلى اليونان، مثل تسمية لغة اليونانيين القديمة "الإغريقية القديمة"، واسم الشعب "الإغريق".

## الاسم الرسمي للدولة اليونانية الحديثة

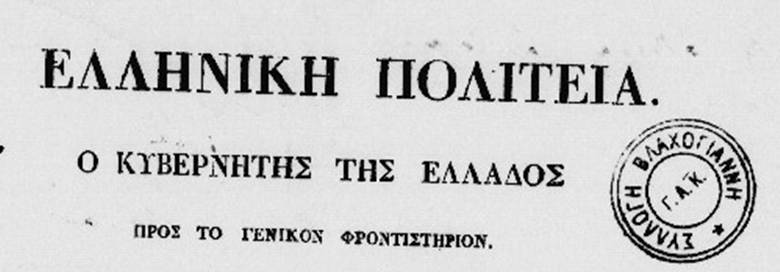
مطلع ورقة حكومية يونانية، "الدولة الهيلينية"، عام 1828م

منذ تأسيسها فور حرب الاستقلال اليونانية عام 1821م، استخدمت اليونان العديد من الأسماء لتُشير إلى دولتها رسميًّا، وأشارت التغيرات في أغلب الوقت إلى تغير في نظام الحكم.
- 1821–1828: "إدارة اليونان المؤقتة"
- 1828–1832: "الدولة الهيلينية"
- 1832–1924: "مملكة اليونان"
- 1924–1935: "الجمهورية اليونانية"
- 1935–1973: "مملكة اليونان"
  - 1941—1944: "الدولة الهيلينية" (الحكومة المتواطئة مع دول المحور أثناء الحرب العالمية الثانية)
- 1973—اليوم: "الجمهورية الهيلينية"